# Carrie Ann Inaba
Carrie Ann Inaba (Honolulu, 5 gennaio 1968) è una ballerina, coreografa e personaggio televisivo statunitense.
Ha quattro malattie autoimmuni: lupus eritematoso sistemico, artrite reumatoide, fibromialgia e sindrome di Sjogren.

## Filmografia

### Attrice
- Il signore delle illusioni (Lord of Illusions), regia di Clive Barker (1995)
- Showgirls, regia di Paul Verhoeven (1995)
- Jack & Jill – serie TV, episodio 1x07 (1999)
- Austin Powers - La spia che ci provava (Austin Powers: The Spy Who Shagged Me), regia di Jay Roach (1999)
- Boys and Girls - Attenzione: il sesso cambia tutto (Boys and Girls), regia di Robert Iscove (2000)
- Nikki – serie TV, 4 episodi (2000-2001)
- Austin Powers in Goldmember, regia di Jay Roach (2002)
- Hannah Montana – serie TV, episodio 3x09 (2009)
- Nashville – serie TV, episodio 3x07 (2014)
- Kidding - Il fantastico mondo di Mr. Pickles (Kidding) – serie TV, episodio 2x04 (2020)

### Programmi televisivi
- In Living Color – programma televisivo, 69 episodi (1990-1992) – ballerina
- Dancing with the Stars – programma televisivo (2005-in corso) – giudice
- So You Think You Can Dance – programma televisivo (2005-2009) – ballerina e coreografa
- The View – programma televisivo, 6 episodi (2006-2015) – co-conduttrice
- 1 vs. 100 – programma televisivo, 40 episodi (2010-2011) – conduttrice